# Angiometopa mihalyii
Angiometopa mihalyii är en tvåvingeart som beskrevs av Boris Borisovitsch Rohdendorf och Yu. G. Verves 1978. Angiometopa mihalyii ingår i släktet Angiometopa och familjen köttflugor.
Artens utbredningsområde är Mongoliet. Inga underarter finns listade i Catalogue of Life.